# 武尾実
武尾 実（たけお みのる）は、日本の火山物理学者、地震学者。東京大学名誉教授。気象庁参与。

## 人物・経歴
1953年青森県八戸市生まれ。1972年青森県立八戸高等学校卒業。1977年気象大学校卒業。1982年北海道大学大学院理学研究科博士課程修了、理学博士。1983年気象研究所地震火山研究部研究官。1987年東京大学地震研究所助手。1991年東京大学地震研究所助教授、日本火山学会評議員。1996年日本地震学会理事。1998年東京大学地震研究所教授。2016年には西之島の噴火を受けた火山研究チームのチームリーダーとして調査にあたった。
2019年定年退職、東京大学名誉教授、東京大学地震研究所特別研究員、気象庁参与。2021年東京都議会議員選挙においては、日本共産党文京地区委員会とともに、災害に備えるために東京都保健医療公社の地方独立行政法人化の反対を訴えた。専門は火山地震学など。

## 著作
- 『1923年関東地震に伴う長周期強震動の解明と強震動シミユレーシヨン』東京大学 1993年
- 『地動回転成分の観測と震源過程解明への応用』東京大学 1995年
- 『光計測技術を用いた高性能回転地震計の試作』東京大学 1999年
- 『島弧下に発生する深部低周波地震の定量的物理モデルの構築』東京大学 2002年
- "Earthquake source asymmetry, structural media and rotation effects" Springer 2006年